# Crunomys fallax
Crunomys fallax és una espècie de mamífer rosegador pertanyent a la família dels múrids.

## Descripció
- Fa 185 mm de llargària total, amb una cua de 79 mm, les potes posteriors 23 mm i les orelles 10 mm.
- Ulls petits.
- La cua és més curta que la longitud del cap i el cos.
- El pelatge dorsal és de color bru grisenc, mentre que les parts inferiors són d'un color gris clar.[2]

## Hàbitat
Es creu que viu als boscos primaris de plana al voltant dels 300 m d'altitud.

## Distribució geogràfica
És un endemisme de Luzon (illes Filipines).

## Estat de conservació
El seu principal problema és la desforestació.